# ČSSD
ČSSD je zkratka, kterou od května 1945 do června 2023 používala strana Sociální demokracie (SOCDEM), prezentující se do té doby pod názvem Česká strana sociálně demokratická. Na konci června 2023 přejmenovala někdejší poslankyně Jana Volfová stranu Česká Suverenita, kterou v té době vedla, na ČSSD – Česká suverenita sociální demokracie, aby název odpovídal zkratce ČSSD, kterou později začala pro označení této strany používat. Předseda SOCDEM Michal Šmarda však krok Volfové považoval za porušení ochranné známky a jím vedená strana se rozhodla podat žalobu. Volfová později uvedla, že ochrannou známku zaregistrovala pouze pro celý název své tehdejší strany, tedy ČSSD – Česká suverenita sociální demokracie.